# الطاقة الشمسية في جنوب إفريقيا

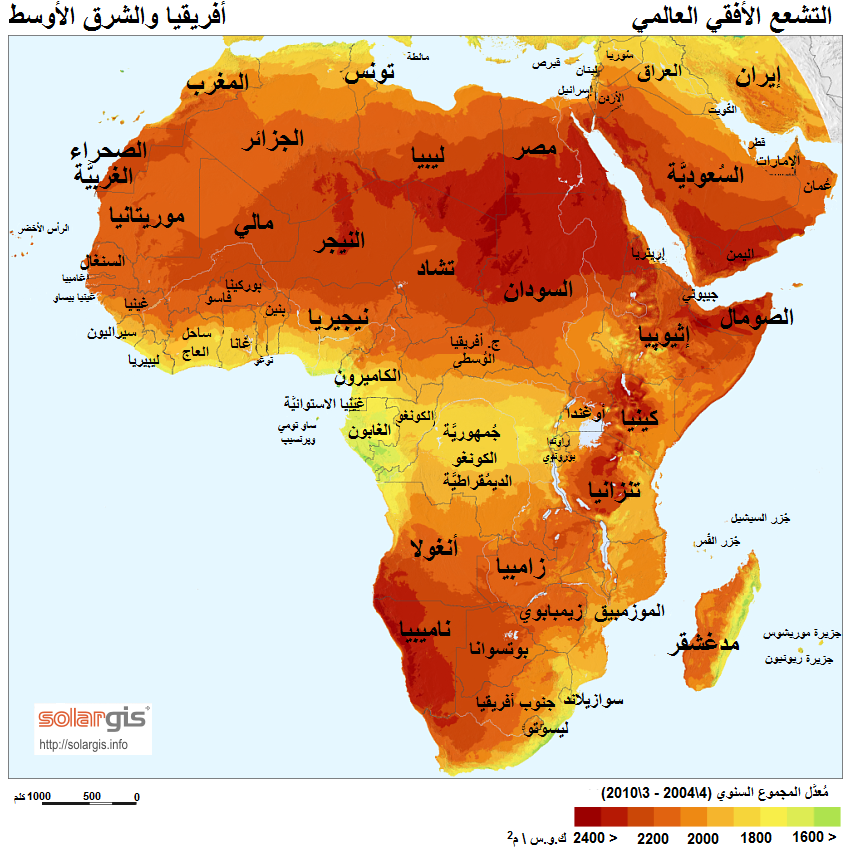
الإشعاع الشمسي لقارة أفريقيا

مصادر الطاقة في جنوب أفريقيا لعام 2012

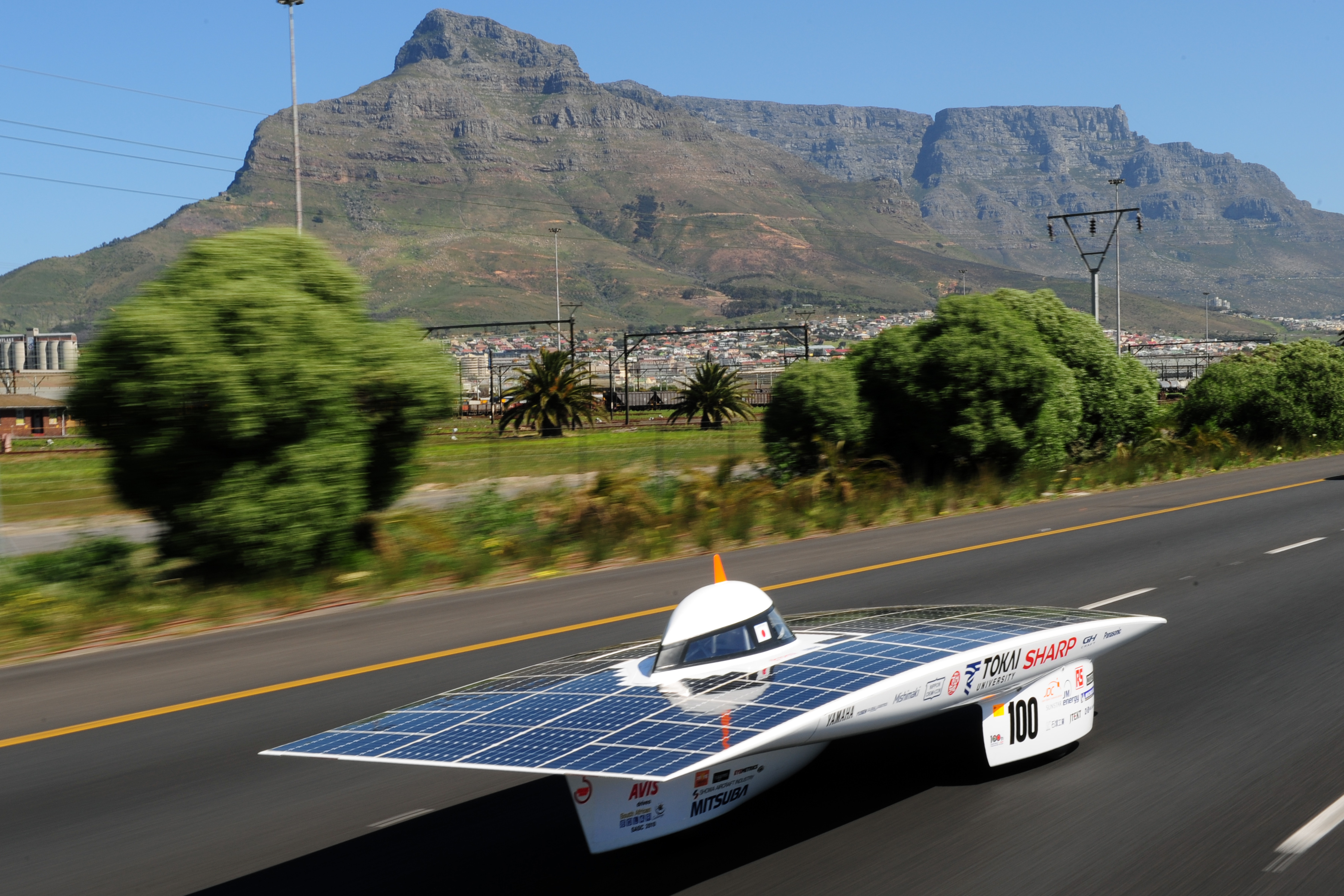
سباق جنوب أفريقيا للسيارات الشمسية في عام 2010.

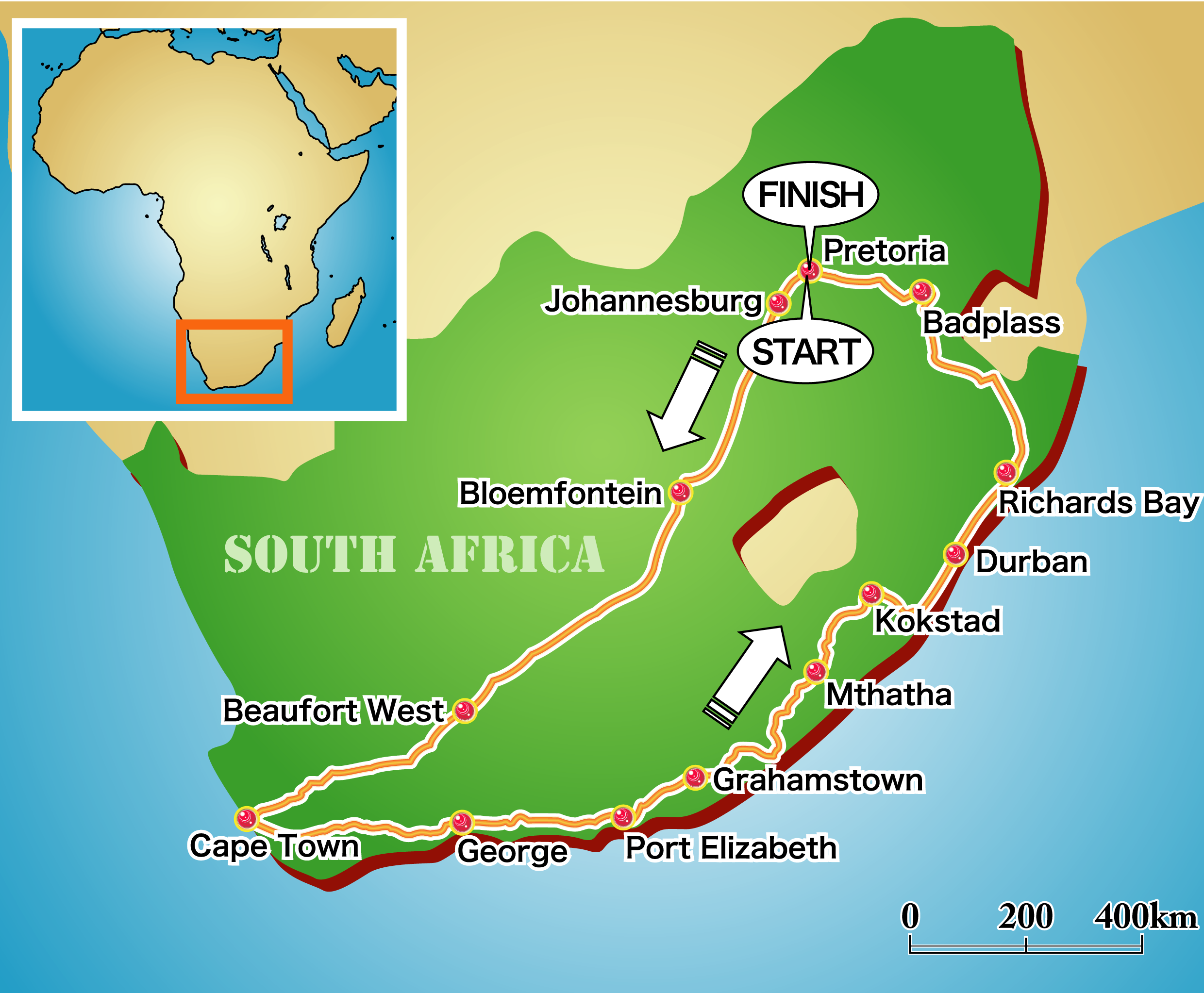
خريطة سباق جنوب أفريقيا للسيارات الشمسية في عام 2010.

تشمل الطاقة الشمسية في جنوب أفريقيا كلا من الخلايا الشمسية (PV) ومحطات الطاقة الشمسية المركزة (CSP). يتوقع أن تتجاوز السعة الكهربية في عام 2030 حاجز 8400 ميجاوات، وهو نفس التقدير لطاقة الرياح.

في عام 2014، تم إنشاء العديد من محطات الطاقة الشمسية، بما فيهم محطة جاسبر بسعة إجمالية 96 ميجاوات، والتي تعتبر من أكبر محطات الطاقة الشمسية في أفريقيا، توفر الطاقة اللازمة لحوالي 30000 منزل.

## محطات الطاقة الشمسية
من المخطط إنشاء محطة شمسية مركزة (CPV) بسعة 50 ميجاوات في تووسريفير، في الكاب الغربية، في جنوب أفريقيا. في 13 سبتمبر 2013، بدأ العمل في تشييد محطة للطاقة الشمسية بسعة 75 ميجاوات في كالكبولت في منطقة كيب الشمالية (تنفذها سآتيك). تم التعاقد مع شركة سآتيك مرة أخرى وانتهت من تشييد محطتين أخرتين في عام 2014، في كل من ينده في كيب الشمالية ودروينبيرج في كيب الشرقية، كلتا المنطقتين تتمتع بمعدل إشعاع شمسي كبير. هذه المحطات الثلاثة توفر الكهرباء لحوالي 90000 أسرة أفريقية.
أعلنت شركة صنداي وجاوي عن نيتهم في إنشاء محطة للطاقة الشمسية بسعة 86 ميجاوات في مقاطعة كيب الشمالية. وعن توسيع محطة موليلو صنداي لتكون أكبر من أي محطة أخرى في القارة الأفريقية بأكملها.
أكملت شركة Iberdrola محطة جاسبر للطاقة الشمسية، كما أعلنت أنه بسعة تصل إلى 96 ميجاوات ستصبح محطة جاسبر المحطة الأكبر في أفريقيا. تم الإنشاء في صحراء مقاطعة كيب الشمالية التي تتميز بدرجات حرارة عالية جدا، على مساحة 205 ملعب كرة قدم، يوجد في المحطة أكثر من 325000 وحدة شمسية.
أعلنت شركة أكسيونا (Acciona) ان محطة سيشين للطاقة الشمسية من المقرر إدخالها الخدمة في ديسمبر 2014. تستطيع المحطة توليد 94.3 ميجاوات في أوقات الذروة - 74 في الحالة العادية - وتوجد في ديبينج في مقاطعة الكاب الشمالية. تم تصميم المحطة بنظام تتبع أفقى للشمس لالتقاط أشعة الشمس في جميع فترات اليوم. تستفيد أكثر من 100000 أسرة أفريقية من الكهرباء المولدة في المحطة، بما يعادل 420000 شخص (حسب إحصائية عام 2011 تتكون أغلب الأسر الأفريقية من 3-4 أشخاص).

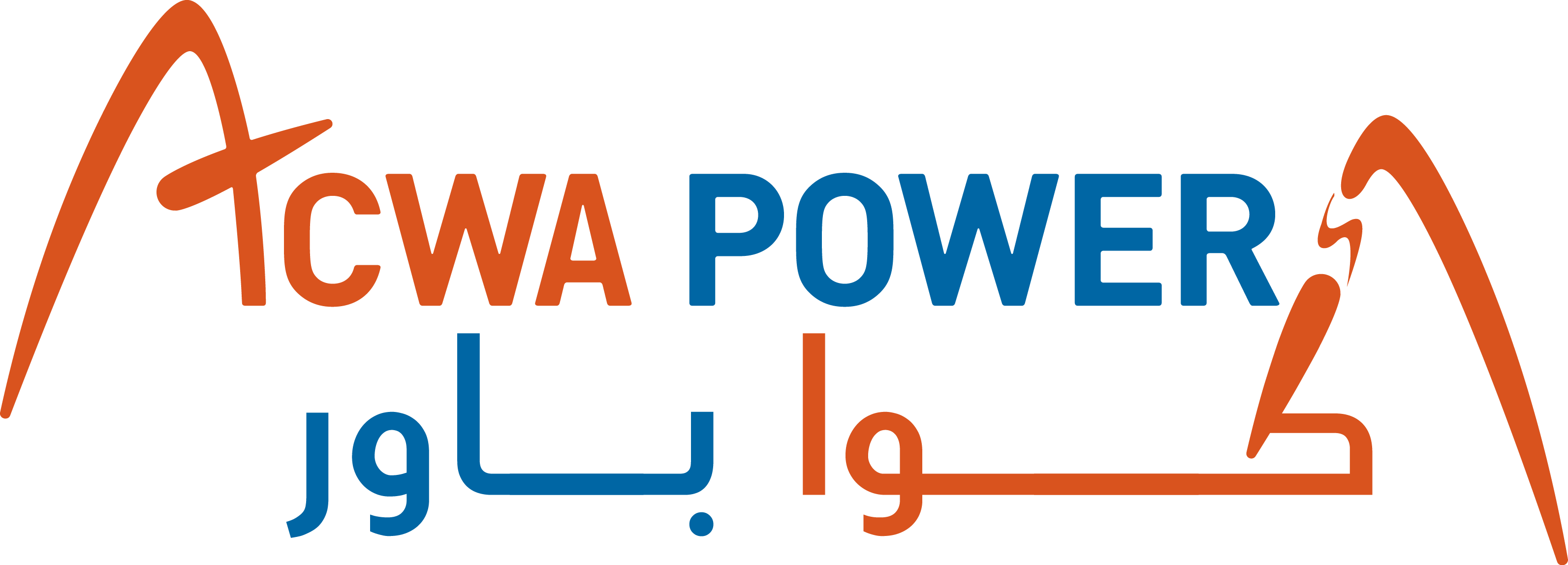
شعار شركة أكوا باورACWA السعودية

بحلول يناير 2015، تم توليد حوالي 593 ميجاوات من محطات الطاقة الشمسية المتصلة بالشبكة.
في ديسمبر 15، أعلنت شركة أكوا باور ACWA السعودية الانتهاء من بناء محطة الكونسورتيوم للطاقة الشمسية المركزة بسعة 50 ميجاوات (CSP) في المقاطعة كيب الشمالية بجنوب أفريقيا. يستطيع المشروع تخزين الطاقة الحرارية لمدة 9.3 ساعة، مما يسمح بتلبية الطلب خلال ساعات الذروة بين 5 و 9 مساءا. وصفت شركة أكوا باور ACWA المشروع بأنه من أكبر مشاريع أفريقيا من حيث الحجم والسعة.

## الطاقة الشمسية الحرارية
تأمل حكومة جنوب أفريقيا بأن يصل إنتاج الكهرباء من الطاقة المتجددة إلى 10000 جيجاوات بحلول عام 2013. تقدر وزارة الطاقة أن 23٪ من هذا الهدف يمكن تحقيقة عن طريق السخانات الشمسية. كما تشجع مؤسسة إسكوم (Eskom) المستهلكين للتبديل إلى تسخين المياه بالطاقة الشمسية.

## الإحصائيات
يوضح الجدول التالي نسبة وأنواع المحطات في جنوب أفريقيا:
| عام  | السعة بالميجاوات MWp | السعة بالميجاوات MWp | التوليد بالجيجاوات ساعة GWh | المصادر      |
| عام  | السعة التراكمية      | السعة المضافة        | الإنتاج                     | المصادر      |
| ---- | -------------------- | -------------------- | --------------------------- | ------------ |
| 2011 | 1                    | –                    | –                           | ؟            |
| 2012 | 41                   | 40                   | –                           | ؟            |
| 2013 | 122                  | 81                   | 67                          |              |
| 2014 | 922                  | 800                  | 1183                        | [ 8 ]        |
| 2015 | 1361                 | 439                  | 2373                        | [ 9 ] [ 10 ] |

## وصلات خارجية
- Official site - South African Solar Challenge
- Renewable Energy Blog & Business Directory South Africa
- Enipedia – South Africa/Powerplants
- Enipedia - South Africa/Powerplants
- SESSA
- Renewable Energy South Africa Solar Power Article
- www.eskom.co.za
- http://www.energy.gov.za/ — Department of Energy (South Africa)
- http://www.nersa.org.za/ www.nersa.org.za/] — National Energy Regulator]
- Energy Blog - Renewable Energy Power Plants Database